# Basili III
|  | Per a altres significats, vegeu «Basili III de Moscou». |

Basili III (en grec Βασίλειος Γʹ) va ser Patriarca de Constantinoble de l'any 1925 al 1929.
Va néixer a Üsküdar, un barri d'Istanbul, l'antiga Crisòpolis, cap a l'any 1846. Va estudiar a Istanbul, i acompanyava el seu pare, que era cantor, a les celebracions religioses. Va ser també cantor i després va estudiar teologia i filologia a la Universitat d'Atenes. El 1871 es va llicenciar. L'any 1872 va ser professor a l'Escola Teològica de Halki, on ensenyava hermenèutica i teologia, i geografia grega i llatina. Era un dels pocs professors d'aquella escola que no es va graduar allà. L'Escola el va enviar a Europa a completar estudis durant tres anys, del 1880 al 1884, i va treballar a les biblioteques de Roma, Berlín, Leipzig, Londres i Viena. El 1884 va rebre el títol de doctor en filosofia per la Universitat de Múnic. Tornat a Istanbul, va ser director de l'Escola Central del Patriarcat a Balat, al barri de Fatih (1884-1889). El mateix 1884 va ser ordenat diaca, i al cap de dos dies, sacerdot, pel patriarca Joaquim III. El 1889 va ser nomenat metropolità d'Anquíalos. El mes de maig de 1896, va formar part de la representació del Patriarcat de Constantinoble a les cerimònies de coronació del tsar Nicolau II.
L'estiu de 1906, Anquíalos va sofrir un episodi sagnant. La ciutat va ser atacada i cremada, i uns tres-cents grecs hi van perdre la vida, molts altres van fugir a Grècia, durant els enfrontaments ètnics entre grecs i búlgars. Basili va veure com incendiaven la seva biblioteca i els seus treballs d'investigació i va tornar a Istanbul. L'any 1909 va ser enviat a Xipre per resoldre unes qüestions religioses, però no se'n va sortir. El mateix 1909 va ser nomenat metropolità de Pelagònia i el 1910 metropolità de Nicea. A partir de l'any 1915 va formar part del Sant Sínode, que assistia al patriarca, i a la mort de Constantí VI va ser elegit patriarca per substituir-lo, el 13 de juliol de 1925. Va morir el 29 de setembre de l'any 1929.